# Vanessa Incontrada

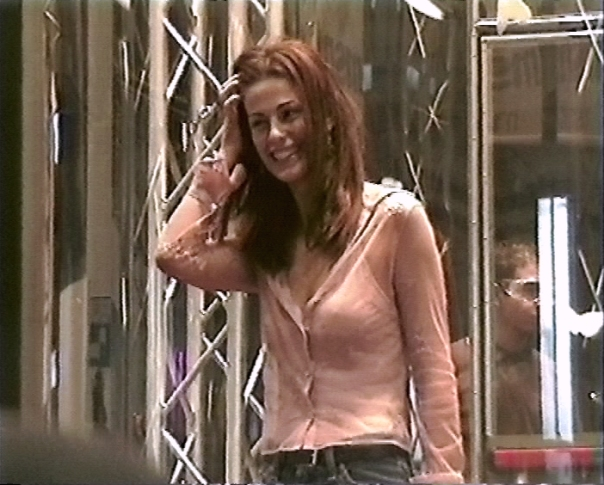
Vanessa Incontrada

Vanessa Incontrada, italiensk-spansk fotomodell, skådespelerska och programledare, född 24 november 1978 i Barcelona, Spanien.
Trots sitt spanska ursprung är Incontrada mest känd i Italien, bland annat för sin roll i en reklamfilm för TIM. Hennes mest kända film är förmodligen Cuore altrove Il från 2003, där hon spelade Angela.

## Filmografi
- 2004 - A/R andata ritorno
- 2003 - Cuore altrove Il